# In fondo al sogno
In fondo al sogno (神圣的梦S, Shénshèng de mèngP) è un manhua di Zhang Xiao Yu, pubblicato in Italia da 001 Edizioni nel 2007.
Il fumetto è un omaggio dell'autore alla fantascienza e al fantastico dei pulp comics e dei weird tales, inserito in un'ambientazione completamente di tipo americano, a differenza di lavori precedenti come Il volo. Rispetto alle opere precedenti, anche la colorazione delle tavole si fa diversa: preferendo colori vivaci, giocosi e naïf
.

## Trama
Harry Marrec è un famoso e stimato psichiatra. Il paziente 26 a lui affidato, è stato uno scrittore di genere fantascientifico e fantasy di successo, ma ora è un sonno agitato ad avvolgerlo e, perso nelle fantasie da cui non riemerge, delira senza speranza.
Marrec, di fronte ad un'altra crisi dell'uomo, decide di usare una nuova apparecchiatura: collegato al cervello dello scrittore grazie alla macchina, si ritrova catapultato in un ostile mondo magico in cui il vecchio è un possente paladino votato all'eliminazione di Gala la demone guerriera e il suo regno di terrore.
Di fronte a tutti gli emissari della sovrana demoniaca, il paziente è pronto a rischiare la vita lanciandosi in combattimento armato solo della sua spada, ma Marrec, unitosi a lui come “stregone”, interviene sempre con magie “moderne”: evocando le forze dell'ordine, sgommando a bordo di taxi o facendosi strada con lanciafiamme e shotgun. Seccato, lo scrittore tollera la sua presenza, ma quando persino di fronte alla temibile Gala Marrec non rinuncia ad usare la sua magia facendo recitare alla guerriera la parte di una modella pin-up, il paziente esplode: il mondo creato si incupisce trasformandosi in un letale pantano di morte: accusa il medico di aver violato la magia e il romanticismo del fantastico e perciò augura a lui e al suo mondo solo la morte.
Messo alle strette da quel nulla famelico, Marrec riesce a salvarsi solo tuffandosi nel proprio passato e ritrovando il ricordo del revolver Billy donatogli dal padre, oggetto che fece svanire tutte le sue paure di bambino. Grazie a Billy l'incubo finisce e i due uomini si risvegliano.
Lo scrittore, ormai perfettamente reinseritosi nella realtà quotidiana, ancora disprezza Marrec e lui stesso nota come alcuni personaggi del sogno, dal burbero tassista alla guerriera Gala, siano figure reali, incontri casuali nella città.